# Challapata
Challapata – miasto w Boliwii, w departamencie Oruro, w prowincji Eduardo Avaroa.